# 스캇 카즈미어
스캇 카즈미어 (Scott Kazmir, 1984년 1월 24일~ )는 미국의 야구 선수이며 전 메이저 리그 베이스볼(MLB) 샌프란시스코 자이언츠 소속 투수이다.
카즈미어는 텍사스주 휴스턴에서 태어나 자랐다. 고등학교 시절 연이어 4번이나 노히트 노런을 달성했으며 평균적으로 이닝당 삼진2개 이상을 잡았다. 이러한 실력을 높이 평가한 뉴욕 메츠는 2002년 메이저 리그 신인 드래프트에서 1라운드, 전체 15순위로 그를 지명했다. 그는 뉴욕메츠의 마이너리그 시스템에 잘 적응했으며 유망주 투수중 한명으로 분류되었다. 2004년에 탬파베이 데블레이스로 트레이드되었는데 이는 현대 메어지러그 역사상 가장 손해를 본 트레이드 중 하나로 꼽힌다.
트레이드 후 얼마 지나지 않아 템파베이는 그를 메이저 리그에 콜업했고, 2004년 20살에 처음으로 메이저 리그 무대에 등판했다 그는 곧 템파베이의 주축 선발진 중 한명이 되었다. 팀이 매년 90패 이상 하던 시절에 그는 4시즌 연속에서 10승 이상을 달성했다. 2006년에는 처음으로 올스타전에 선발되었고. 2007년에는 아메리칸 리그 삼진왕을 달성했다. 현재까지도 템파베이 레이스 소속 선수로서 최다 탈삼진, 최저 평균자책점, 최다 선발등판 등의 기록을 보유하고 있다.
그는 2008년부터 2009년 초반까지 부상으로 등판하지 못했고, 2009년 트레이드 마감일에 로스엔젤레스 엔젤스 오브 애너하임으로 트레이되었다. 2009년에는 잘 던졌으나 이후 부상으로 인한 영향과, 성적 하락으로 20011년 6월에 방출당했다. 이후 1년반동안 본인의 모습을 되찾기 위해 노력했다. 2013년에 클리블랜드 인디언스와 마이너 리그 계약을 했고 이해에 10승을 달성하며 올해의 메이저 리그 아메리칸 리그 복귀선수상 투표에서 3등을 했다. 오클랜드 애슬레틱스와 2014년에 2년 계약을 했고 이 해에 15승을 달성도 하고 올스타전에 뽑히기도 했다. 2015년 트레이드 마감일에 고향인 휴스턴 애스트로스로 트레이드되었고 이후 3년 4800만 달러에 로스앤젤레스 다저스와 계약했다.
LA 다저스 소속 선수로서 2016년 10승을 달성했지만, 이후 일련의 부상들로 인해 3년간 프로 선수로서 공을 던지지 못했다. 2020년에 독립리그로 복귀하였고 2021년 샌프란시스코 자이언츠 소속 선수로 4년만에 메이저 리그 무대에 돌아왔다. 또한 2021년에는 2020 도쿄 올림픽 미국 대표팀에 발탁되었는데, 대표팀이 준우승을 하며 올림픽 은메달을 획득하게 된다.

## 아마추어 시절
텍사스주 헤리스군에 위치한 사이프러스 폴스 고등학교를 다녔다. 3학년까지는 야구와 미식축구를 병행했으나 이후 성공하기 위해 야구에 전념했다. 그는 무려 6경기동안 5번의 노히트 노런을 달성했다. 4번은 연속으로 달성했으며 이후 1안타를 내주며 5연속 노히트 노런에는 실패했지만 다음 경기에서 다시 노히트노런을 달성했다.졸업반시절에는 75이닝동안 172개의 삼진을 잡았으며 평균자책점은 0.37을 기록했다.
여러 대학야구로부터 관심을 받았고 텍사스 대학교 오스틴 소속 텍사스 롱혼스와 구두계약을 했다. 하지만 2002년 메이저리그 드래프트에서 전체 1라운드 15순위에 지명되며 대학진학을 포기하고 프로선수 생활을 하기로 했다. 당시 고등학교 동기인 클린트 에버츠도 몬트리올 엑스포스가 1라운드에 지명했는데, 같은 고등학교 출신 투수가 1라운드에에 뽑힌것은 이 경우가 처음이다.

## 프로 선수 경력

### 마이너리그 시절
빠르게 마이너 리그 승급이 이루어지며 2004년 7월 10일에는 더블A 이스턴 리그 소속 빙엄턴 메츠에 합류했다. 7월 30일 뉴욕 메츠는 그와 호셀로 디아즈를 템파베이의 빅터 잠브라노, 바르톨로메 포르투나토와 트레이드했다. 뉴욕 미디어와 팬들은 이 트레이드에 대해 비난했지만 그에게는 성공할 수 있는 기회가 되었다.
템파베이는 그를 더블A 서던 리그소속 몽고메리 비스킷즈로 보냈다. 4경기 선발등판을 하며 25이닝을 소화했고 14개 안타를 맞았지만 삼진을 24개 잡았다. 8월말에 템파베이는 트리플A를 거치지 않고 그를 바로 메이저리그로 콜업했다.

### 탬파베이 데블 레이스 / 레이스 시절

#### 2004년 ~ 2005년
2004년 8월 23일에 처음으로 메이저리그 경기에 나왔다. 선발로 등판하여 시애틀 매리너스를 상대로 5이닝동안 무실점 호투했다. 이해에 8번 등판하여 이중 7번은 선발로 나왔고 2승 3패 방어율 5.67을 기록했다. 9이닝동안 삼진 11.07개를 잡는 등 발전 가능성을 보여주었다.

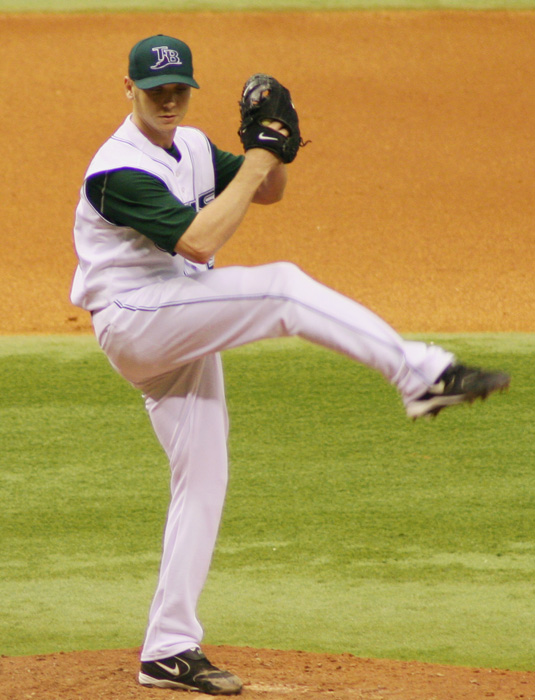
2006년 템파베이소속으로 투구중인 카즈미어

#### 2006년
2006년 시즌 볼티모어와의 시즌 개막전에서 선발 투수로 나왔다. 당시 카즈미어의 나이는 만22살 2개월 10일로 1986년에 뉴욕 메츠 소속 드와이트 구든이후로 개막전 선발투수로 등판한 가장 어린 투수로 기록되었다. 첫 메이저리그 풀 시즌에서 144와 3분의2이닝을 던지며 10승 8패 방어율 3.24, 삼진 163개로 성공적인 시즌을 보냈다. 당시 템파베이는 101패를 기록했지만 카즈미어는 혼자서 10승을 기록했다. 카즈미어는 종종 상대 에이스와의 경기에서 호투를 보여주었다. 사이영상 수상자인 로이 할러데이, 2번이나 20승을 기록한 제이미 모이어, 올스타전에 2번출전했고 20승을 달성한 돈트렐 윌리스, 2001년 월드시리즈 MVP이자 3번이나 20승을 달성한 커트 실링을 상대로 모두 승리를 거두었다.
6월 22일 경기에서 샌디 쿠팩스를 넘어 좌완투수로서 22번째로 가장 삼진을 많이 잡은 선수가 되었다. 또한 9승을 달성하며 팀내 다승 선수를 달렸다. 7월 2일 투표결과 생애 처음으로 메이저 리그 베이스볼 올스타전에 참가하게 되었다. 다음날인 3일 보스턴 레드삭스를 상대로 피안타2개, 삼진 10개를 기록하며 첫 완봉승을 했다. 올스타전서는 등판하여 프레디 산체스, 카를로스 벨트란, 앨버트 푸홀스 등을 상대하여 6이닝동안 퍼팩트를 기록했다.
8월 2일 텍사스 레인저스상대로 삼진 8개를 잡으며 템파베이 역대 탈삼진 1위를 달성했다.

#### 2007년
2007년은 일반적으로 카즈미어의 커리어 하이시즌으로 본다. 아메리칸 리그 삼진 1위(34개), 선발등판 1위(34번)를 기록했다. 템파베이 64번의 승리중 13승을 챙겼으며, 2062⁄3을 투구했고 WAR도 5.8을 기록했는데 이는 모두 본인의 커리어 하이기록이였다. 템파베이 역사상 처음으로 한시즌 200탈삼진과 리그 탈삼진1위를 달성했다. 카즈미어는 이해 가장 치기 힘든 투수중 한명으로 꼽혔다. 타자들은 그의 공을 74.5% 컨텍했는데 이는 리그에서 4번째로 좋은 기록이다.
이쯤부터 템파베이 팬들을 카즈미어를 "피자맨"이라는 별명으로 부르기 시작했다. 이는 홈구장인 트로피카나 필드의 오랜 프로모션과 관련이 있는데 경기에 등판한 모든 투수의 삼진 개수가 10개가 넘으면 파파존스에 해당 경기 티켓 제시시 피자를 무료로 주었기 때문이다. 카즈미어가 투수로 등판하면 템파베이 팬들이 피자를 무료로 받을 기회가 높았다.

#### 2008년
2008년 스프링 캠프 도중 팔꿈치를 삐었다. 당시에는 별 문제없다고 생각했지만 템파베이는 팀내 최고의 투수의 부상에 주의를 기울였다. 부상에 대한 회복으로 인해 시즌 첫 등판이 5월 4일 펜웨이 파크에서 열리는 보스턴 레드삭스전으로 미뤄젔다. 루키시즌 대뷔 위후 이해 5월에 그의 커리어 5월 중 가장 잘던졌다. 5승 1패 방어율 1.22를 기록했으며, 1득점 또는 4피안타 이상을 기록하지 않았다. 이러한 결과로 템파베이 소속 선수 최초로 아메리칸 리그 이달의 선수에 뽑혔다.
카즈미어는 2008년 메이저리그 올스타전에 아메리칸리그 소속으로 뽑혔다. 당시 템파베이 감독은 올스타전에 나오지 않고 쉬며 팔을 보호했으면 했지만 올스타전이 무려 15회까지 가면서 결국 15회에 등판했다. 15회를 무실점으로 막은 뒤 아메리칸리그 타자들이 결승득점을 기록하며 승리투수가되었다.

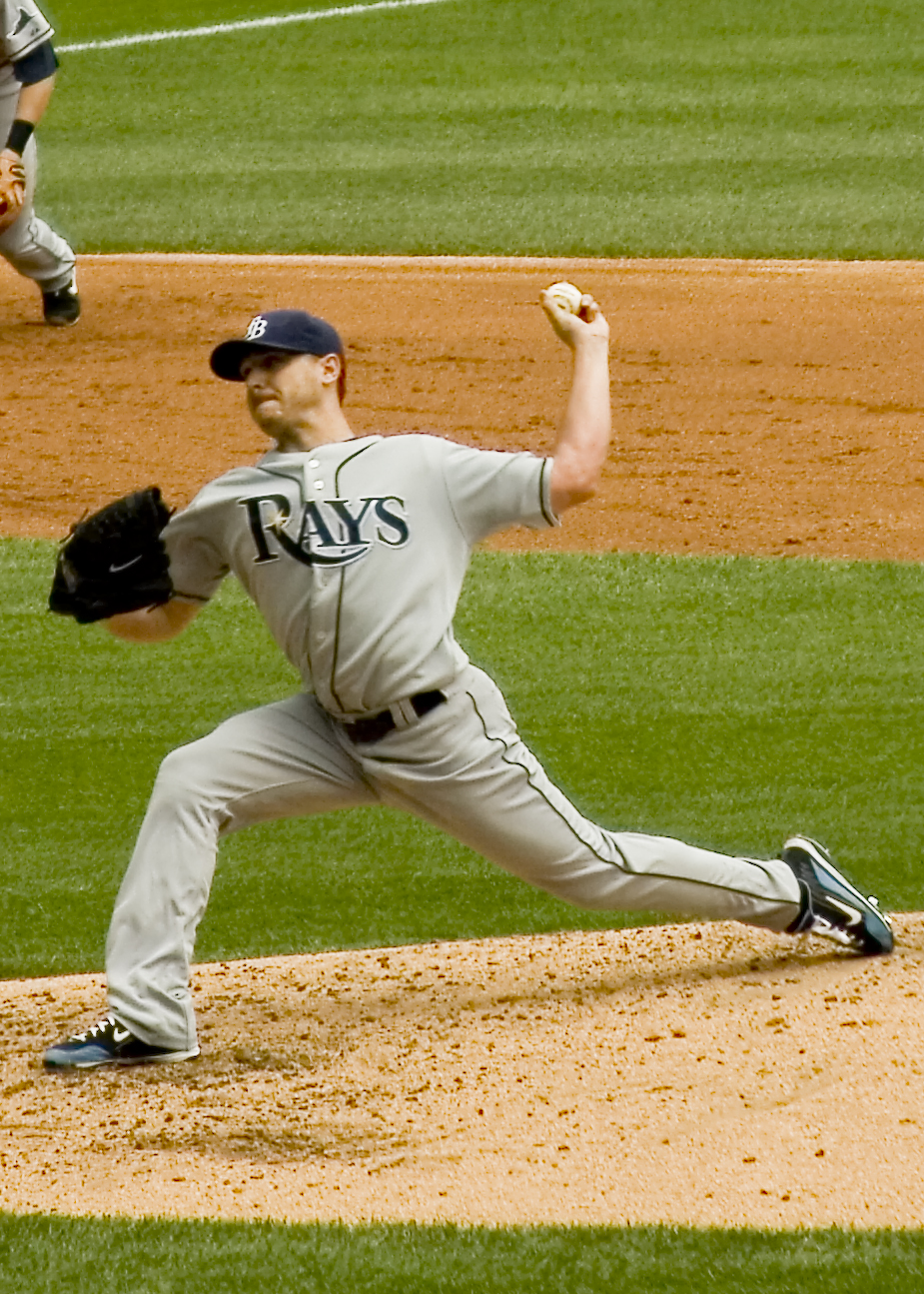
2009년 템파베이 소속 투수로 등판한 카즈미어

후반기에는 전반기보다는 위력적인 투구를 보여주지 못했다. 5승3패 방어율 4.02를 기록했으나 팀은 사상 처음으로 아메리칸 리그 동부 우승을 차지했다. 2008년 포스트시즌에서 5번 선발에 나서 1승 1패 방여율 4.21을 기록했고 팀은 처음으로 아메리칸 리그 우승을 차지했다. 하지만 투구내용 자체는 좋지 못했는데 평균 5이닝정도 밖에 못던졌으며 100개 이상의 공을 던졌다.
한타석당 시즌 평균 4.28개의 공을 던졌는데 이는 리그에서 가장 높은 수치였다. 베이스볼 포르스펙트는 "현재까지의 숫자로는 에이스라고 불릴수 있지만 에이스로서 원하는 모습을 보여주지 못했고, 부상등으로 많은 시간을 비웠다. 비효율적인 투구로 5이닝 전 이미 100개씩 던졌다. 어쩌면 불펜으로 갈 수 있을 수 있다. 여전히 카즈미어는 잘하고 앞으로 4년간 4천만달러를 받을 수 있을거같지만, 에이스라고 불리기는 힘들거같다"라고 평가했다.
시즌 중 템파베이는 카즈미어와 2850만달러, 옵션포함 최대 3950만달러에 3+1계약을 체결했다.

#### 2009년 전반기
카즈미어는 2008년에 이어서 2009년에도 팔꿈치 문제로 시즌초부터 부상자 명단에 들어갔다. 4월 8일날 복귀했지만 5월22일까지 4승4패 방어율 7.69를 기록했다. 5월23일 다리도 삐었고 투구 매커니즘을 다시 잡기 위해 부상자 명단에 들어갔다. 6월 27일에 복귀해서 8월 28일까지 8승7패 방어율 5.92, 탈삼진 91개를 기록했다.

### 로스앤젤레스 에인절스 시절

#### 2009년 후반기

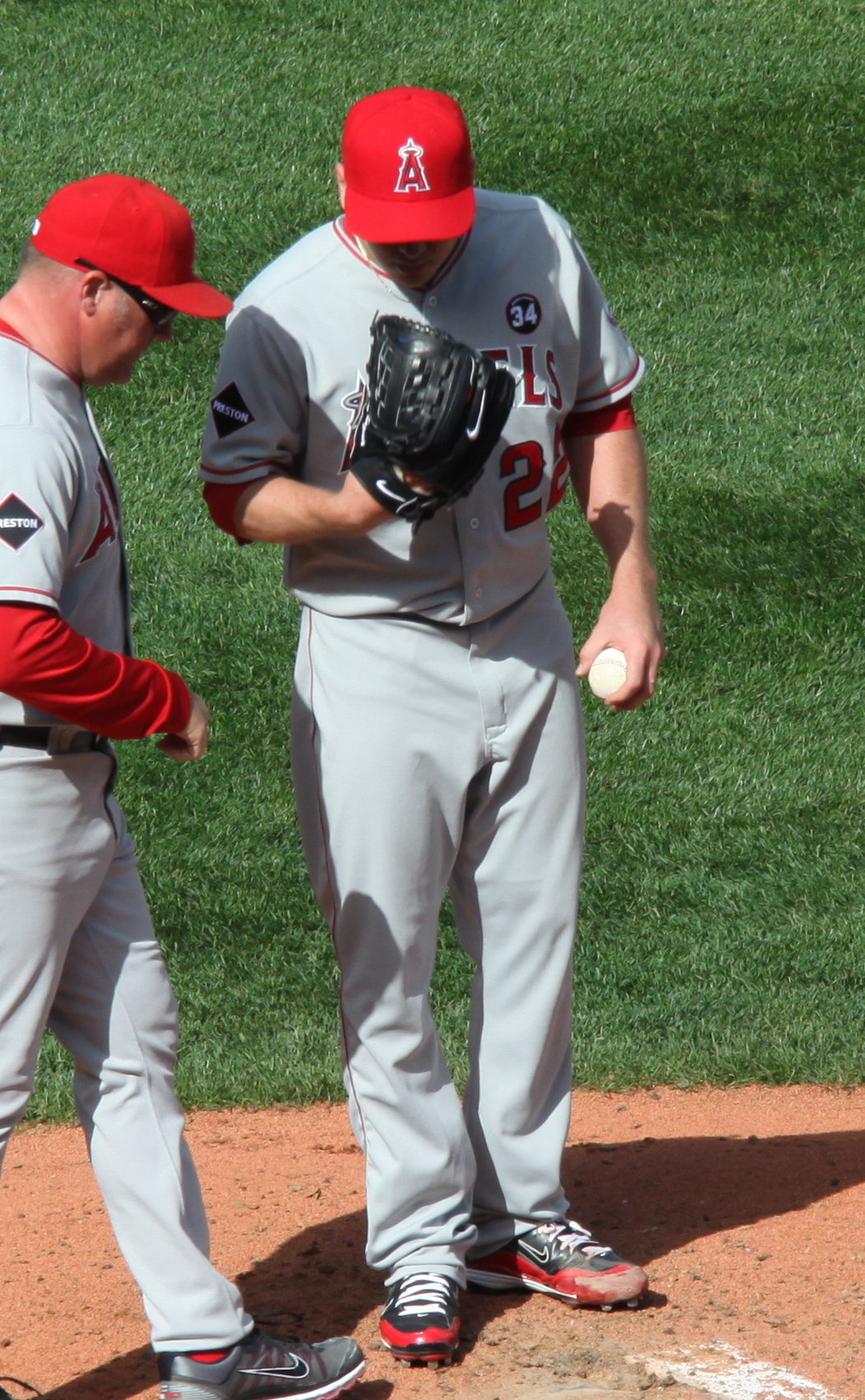
2009년 로스앤젤레스 에인절스 소속으로 나온 카즈미어

8월 28일에 로스앤젤레스 에인절스 오브 애너하임의 2루수 션 로드리게스와 마이너리거 알렉산더 토레스, 맷 스위니를 상대로 트레이드되었다.
LA 에인절스 소속으로 첫 경기에서 시애틀 매리너스를 상대하여 61⁄3 던졌고 1자책 8삼진을 기록하며 호투했으나 패전투수가 되었다. 이후 9월8일에 홈 데뷔전을 다시 시애틀 매리너스와 상대했는데 7이닝동안 1자책점을 기록했고 승패없이 마운드를 내려왔다. 이후 정규시즌 남은경기에서 새팀에 잘 정착하여 2승2패 평균자책점 1.73을 기록했다. 하지만 포스트시즌에서는 0승1패 평균자책점 7.56으로 좋지 못한 모습을 보여주었다. 2010년 스프링캠프를 준비하면서 카즈미어는 2009년에 본인의 최고실력을 보여주지 못했다고 말했다.

#### 2010년
오프시즌에 카즈미어는 팔의 염좌를 완화하기 위해 힘과 유연성 훈련을 집중적으로 했다. 하지만 이러한 겨울에 노력에도 불구하고 카즈미어는 시즌을 햄스트링과 여깨문제로 부상자 명단에서 시작했다. 4월 15일에 시즌 첫경기에 나와 양키스를 상대로 패했다. 전반기 내내 고전을 면치 못하며 7승 9패 아메리칸 리그 선발중 최화위 평균자책점(6.92)를 기록했다. 7월에 로스앤절레스 타임즈에서 카즈미어는 "내가 너무 어디에 공을 던지는지에 대한 생각을 많이 하다보니 이게 눈덩이처럼 불어나서 이후 어떻게 된건지 모르게 된다." 라고 말했다.
7월 18일 왼쪽 어깨 문제로 또다시 부상자 명단에 올랐다.
8월에 복귀했고 시즌 9승 15패로 마감했다. 28번 선발등판해서 평균자책점 5.94를 기록했는데 이는 140이닝 이상 던진 투수중에서 가장 높았다.

#### 2011년
카즈미어는 스프링 캠프에서 23이닝동안 19실점을 하는등 또다시 고전을 면치 못했다. 이후 정규시즌 개막 후 처음으로 2이닝동안 5실점이나 기록했다. 올스타전에서도 나섰던 투수였던 그가 오프시즌에 철저하게 훈련 및 관리를 했는데도 구속도 안나오고 제구도 불안정하는 등 부진하자 에인절스 감독인 마이크 소샤는 당황스럽고 이해하기가 힘들다고 말했다. 카지미어는 또다시 부상자 명단에 올랐고 이러한 문제를 해결하기 위해 연장 스프링캠프로 보내졌다.
한달동안 그의 매커니즘을 정리한 후 카지미어는 에인절스의 트리플A 팀인 솔트레이크 비스로 보내졌고 여기서 카즈미어는 재활 후 메이저리그 복귀를 위해 준비했다. 하지만 카즈미어는 5번 선발등판해 방어율 17.02 볼넷 20개 등을 기록하는등 마이러리그에서도 부진을 이어갔다. 남은 계약금인 1,450만 달러가 있었지만 에인절스는 그를 6월 15일 방출통보했다.
12월에 카즈미어는 복귀하기 위해 도미니카 윈터 베이스볼 리그소속 레오네스 델 에스코기도에 입단했다. 하지만 선발등판에서 2피안타 2볼넷 4실점을 하는등 좋은 성과를 보여주지 못했다.

### 슈가랜드 스키터스 & 히간테스 데 카롤리나 시절

#### 2012년
카지미어는 겨울과 봄 내내 복귀를 준비했고 여러 메이저리그 팀 스카우터들 앞에서 불펜투구를 했지만 메이저리그 팀들과 계약에는 실패했다.
2012년 7월 7일에 독립리그 중 하나인 애틀란틱 리그소속 슈가랜드 스키터스와 계약했다. 슈가랜드 스키터스는 카즈미어의 고향인 휴스턴 근처에 본거지를 두고있다. 스키터스 소속으로 14게임 선발로 나와 3승 6패 방어율 5.34를 기록했다.
2012년 11월에 푸에르토리코 베이스볼 리그 소속 히간테스 데 카롤리나와 계약했다. 23이닝동안 27삼진을 잡았고 방어율 4.37을 기록했다. 구속이 94-95마일로 오르며 고무적인 결과를 얻었다.

### 클리블랜드 인디언스 시절

#### 2013년

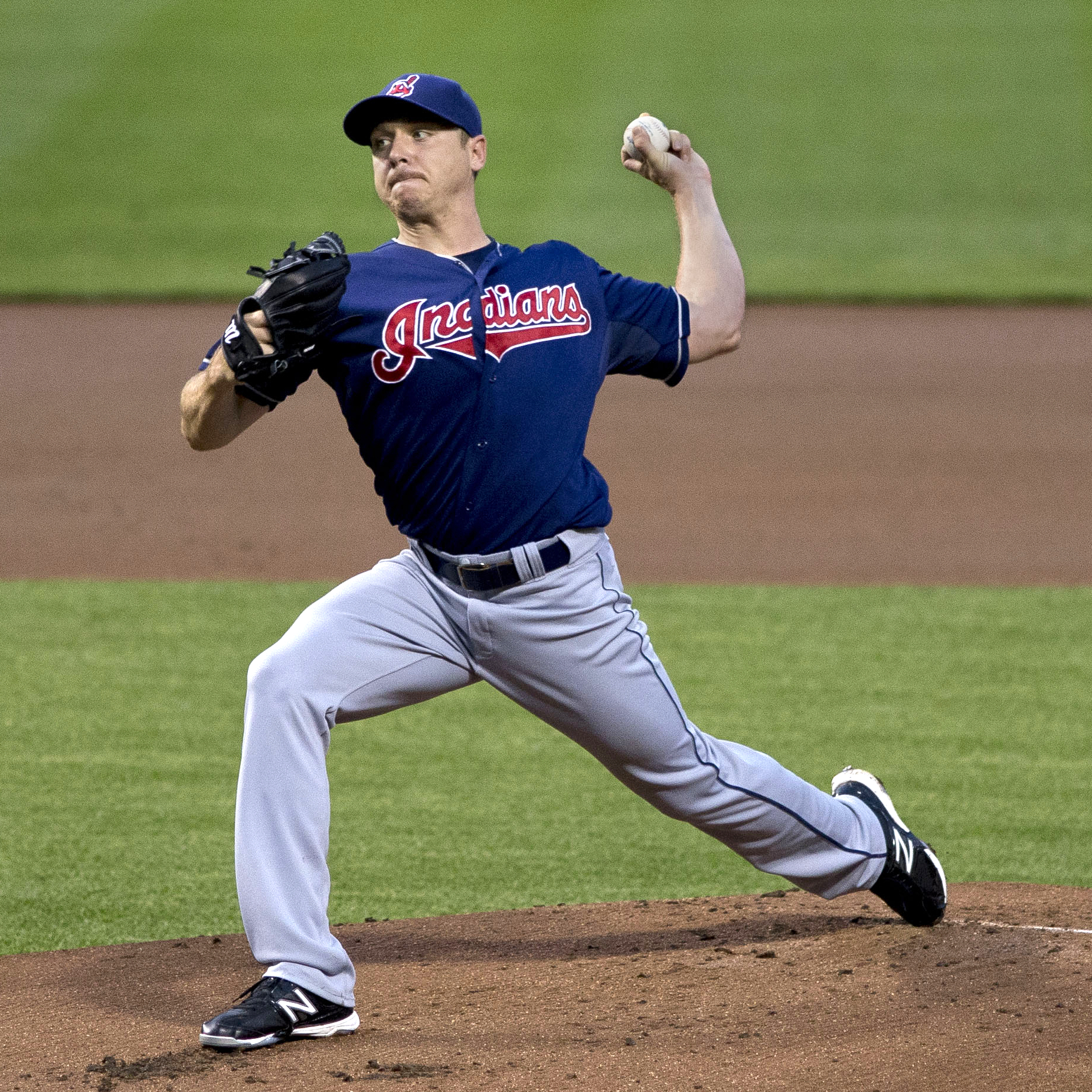
2013년에 클리블랜드 인디언스 소속으로 등판한 카즈미어

2012년 12월 21일 클리블랜드 인디언스와 마이러리그 계약을 체결했고 스프링캠프에 초청받았다. 스프링캠프에서 좋은 모습을 보여주어 정규시즌 5선발로 메이저리그 복귀를 하게 되었다. 5월 4일 미네소타 트윈스상대로 등판하며 2010년 이후 다시 메이저리그 무대를 밟았다. 10일날에는 오클랜드를 상대로 2번째로 선발등판하여 6이닝동안 볼넷없이 1실점만을 기록하며 승리를 했다. 이는 2010년 이후 첫 2연속 선발승이다.
전성기의 구속보다는 낮았지만 좋은 제구력을 통해 시즌을 잘 보내게되었고 이에 2013년 올해의 메이저 리그 아메리칸 리그 복귀선수상에 후보선수로 지명되어 투표결과 3등을 했다. 총 29번 선발등판하여 10승 9패를 기록했고 볼넷삼진비율이 3.45로 선수생활 중 가장 낮은 볼삼비율을 기록했다.

### 오클랜드 애슬레틱스

#### 2014년
클리블랜드에서 성공적인 복귀를 마친 카즈미어는 2013년 12월 3일 오클랜드 애슬레틱스와 2년 2200만 달러에 계약했다. 2014 시즌동안 총 190이닝을 던졌고, 15승 방어율 3.55를 기록했다. 15승과 190이닝 모두 커리어 하이기록이다. 9이닝당 삼진비율은 전년도와 비교해서 급격하게 떨어지만(9.2 → 7.8), 9이닝당 안타볼넷비율이 1.161로 커리어 하이를 기록했고 역대 3번째로 올스타전에 뽑혔다. 올스타 브레이크 이후 후반기에는 평균자책점이 올라가는 등 전반기에 비해서는 좋은 결과를 보여주지 못했다.

#### 2015년
2015년에는 시즌 3선발로 낙점되었고, 좋은 경기결과를 보여주었다. 18번 선발로 나오 방어율 2.38, 9이닝당 탈삼진 8.3개, 안타 6.9개를 기록했는데 아메리칸 리그에서 가장 좋은 기록이였다. 또한 기복없이 던져 이 기간 동안 단 한경기에서만 3실점했다.
트레이드 마감기한쯤해서 오클랜드는 이미 포스트시즌 진출하기 힘들었고 일부 팀들이 선발투수를 보강하기 위해 카즈미어를 원한다는 소문이 돌았다. 7월 23일 카즈미어는 휴스턴 애스트로스의 포수 제이콥 노팅엄과 투수 대니얼 멩덴을 상대로 트레이드 되었다.

### 휴스턴 에스트로스 시절

#### 2015년 후반기
7월 24일에 캔자스시티 로열스를 상대로 홈경기에 등판해 7이닝동안 3피안타 3삼진 무실점을 기록하며 팀의 4-0승리에 보탬이 되었다. 하지만 이후 오클랜드 시절에 비해서 휴스턴에서는 좋은 모습을 보여주지는 못했다. 13번 선발등판해 9이닝당 9.6개의 안타, 6.6개의 탈삼진 2승 6패 방어율 4.17을 기록했다. 또한 실책을 7번이나 하면서 시즌 투수 실책 1위를 기록했다.
휴스턴은 와일드카드 자격으로 포스트시즌에 출전에 플레이오프까지 진출했다. 캔자스시티 로열스와의 아메리칸리그 디비전시리즈 2차전에 선발등판했다. 6이닝까지 던졌으며 비록 3실점했지만, 4-3으로 앞서가고있는 상황에서 내려왔으나 캔자스시티가 5-4 역전했다. 이후 휴스턴은 5차전까지 가는 접전끝에 아메리칸리그 챔피언십 시리즈까지 진출에는 실패했다.

### 로스앤젤레스 다저스 시절

#### 2016년
2015년 12월 30일에 로스앤젤레스 다저스와 3년 4,800만 달러 계약을 했다. 다저스에서 26번 선발등판해 10승 6패 방어율 4.56을 기록했다. 8월부터 엉덩이에 불편함을 호소했고 투구시 매커니즘마저 영향을 주기 시작했다. 선발등판해 오래 못던지는 경우가 많았고 이네 8월 22일 3이닝 던진 이후 강판되어 부상자 명단에 올랐다. 9월23일에 복귀했지만 1이닝 던진 후 근육통증이 와서 마운드를 내려왔고 이렇게 시즌을 마무리했다. 2021년에 메이저리그 무대에 복귀하기까지 긴 시간동안 빅리그에 오르지 못했다.

#### 2017 시즌

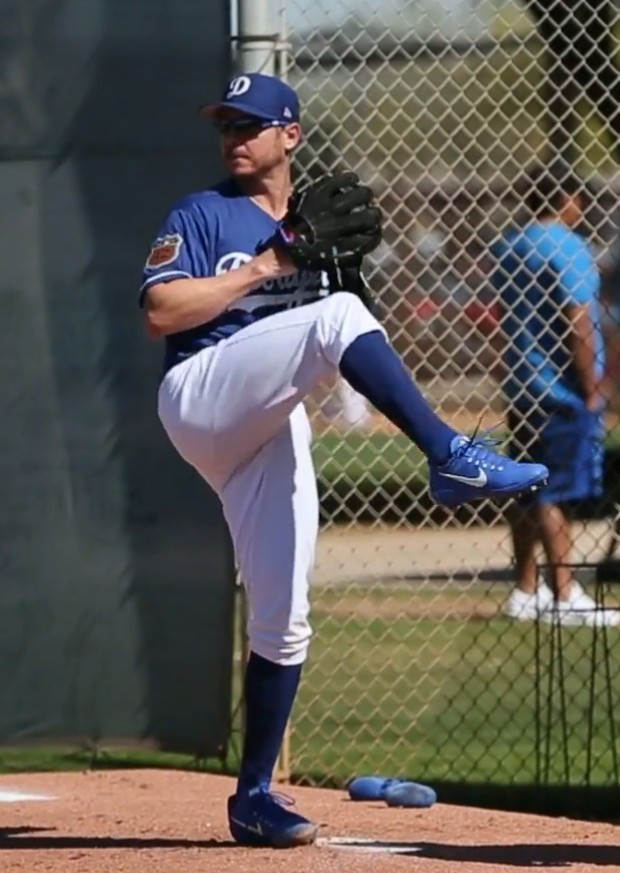
2017년에 LA 다저스 소속으로 투구중인 카즈미어

스프링 캠프에서도 지난해 그를 괴롭혔던 엉덩이와 늑간근 때문에 고생했다. 구속을 다시 되찾기 위해 계속해서 노력했지만 80초중반마일을 넘어서지는 못했다. 스프링캠프에서의 모습때문에 결국 시즌을 부상자명단에서 시작했다. 계속해서 공의 전달력을 높이는등 훈련을 하며 다시 팀에 합류하고 싶어했지만 6월말 마이러리그에서도 좋지 못한 상황을 보여주었다. 7월에 결국 고향인 휴스턴에 가서 전문의와 함께 훈련하도록 했다.
시즌말미에 싱글A 랜초쿠카몽가 퀘이크스에서 투구를 했지만 12이닝동안 방어율 4.50을 기록했다. 구속이 계속해서 떨어지는 것을 지켜보던 다저스는 결국 그를 콜업하지 않았다. 결국 2017년 월드 시리즈에도 나서지 못했고 시즌내내 한번도 등판하지 못했다.

### 애틀랜타 브레이브스 시절
2017년 12월 16일 다저스는 카즈미어와 함께 찰리 컬버슨, 아드리안 곤살레스. 브랜던 매카시 그리고 현금을 보내고 애틀랜타 브레이브스로부터 맷 켐프를 받는 트레이드를 단행했다. 트레이드 당시 3년 계약중 1년 1600만달러가 남아있는 상황이였다. 스프링캠프에서 구속이 80마일 후반대가 나오며 5선발 가능성이 높아졌으나 시즌개막에 가까워질수록 구속이 80초반으로 떨어졌다. 결국 애틀랜타는 3월 24일 그를 방출했고, 자유계약선수(FA)신분이 되었다.
방출 후 계속 해서 투구 훈련을 했지만 신체적으로 좋은 결과가 나오지 못한다는 평을 받았다. 은퇴하지는 않았지만 2018-2019시즌을 프로팀에 계약하지 않고 가정생활에 집중했다. 2020년 1월에 다시 MLB 무대에 도전하고 싶다는 뜻을 보였으나 어느 구단과도 계약하지 못했다.

### 이스턴 레예스 델 티그레 시절
2020년 8월 25일에 독립리그 중 하나인 컨스털레이션 에니지 리그 소속 이스턴 레예스 델 티그레와 계약했다. 컨스털레이션 에니지 리그의 경우 코로나19 범유행으로 훈련을 하지 못한 선수들을 위해 만들어진 임시리그로 여름기간동안 진행되었다.

### 샌프란시스코 자이언츠 시절
2021년 2월 23일 샌프란시스코 자이언츠와 마이너리그 계약을 맺었고 스프링캠프에도 초청받았다. 3월 22일에 메이저리그 콜업이 확정되었고 다저스를 상대로 선발투수로 예고되었다. 4이닝동안 던졌으며 삼진2개 안타2개 1실점을 하며 패전투수가 되었다. 카즈미어는 6월5일 지명할당되기 전까지 3경기에 등판해 방어율 6.43을 기록했다. 자이언츠는 6월11에 그를 트리플A 새크라멘토 리버 캣츠로 보냈지만 그는 올림픽대표팀에 발탁되어 마이너리그 팀에서 나왔다. 9월 22일 다시 자이언츠의 40인 로스터에 들어왔고 그날 저녁 샌디에이고 파드리스를 상대로 선발등판했다.

## 국제대회 경력
2021년 7월 2일 도쿄 올림픽 미국 야구 국가대표팀에 발탁되었다. 도미니카 공화국 야구 국가대표팀과의 경기에 선발로 등판했고 5이닝 무실점을 기록하며 승리투수가 되었다. 팀은 결승전까지 올라갔지만 일본 야구 국가대표팀에 패하며 은메달을 획득했다.
- 대표팀 성적

| 경기 | 평균자책점 | 승리 | 패전 | 세이브 | 이닝 | 타자 | 피안타 | 피홈런 | 볼넷 | 사구 | 탈삼진 | 실점 | 자책점 |
| ---- | ---------- | ---- | ---- | ------ | ---- | ---- | ------ | ------ | ---- | ---- | ------ | ---- | ------ |
| 1    | 0.00       | 1    | 0    | 0      | 5    | 18   | 2      | 0      | 1    | 0    | 5      | 0    | 0      |

## 스카우팅 리포트
초반 몇년동안 성공적인 시즌을 보냈을때에는 포심 속구와 슬라이더를 주력구종으로 던졌다. 속구가 무려 90마일 후반대가 나왔고 제구마저도 훌륭했다. 삼진을 잡을때에는 슬라이더를 주로 사용했는데 여러 스카우터들은 미국 야구 전당에 선출된 스티브 칼턴과 비교하기도 했다. 템파베이 동료였던 제임스 쉴즈 덕분에 체인지업을 추가로 던지기 시작했다.
계속된 부상과 매커니즘 수정으로 인해 이전보다 효율적인 투구를 하지 못하게 되었다. 속구 구속이 2011년에는 80중후반마일까지 떨어졌다. 또한 슬라이더를 잘 던지는 느낌마저 잃어버리며 2008년 이후 슬라이더를 잘 사용하지 않게 되었고 던졌을때에 좋은 결과를 보여주지 못했다.
2013년에는 부상전보다는 구속이 80중반으로 떨어졌지만 수정을 거친 슬라이더로 복귀했다. 시즌이 진행될수록 구속이 올라와 90마일 초반의 포심 속구와 투심 속구를 적절히 섞어 던졌다. 80마일 초반의 체인지업도 던졌고 가끔은 커브로도 전졌다. 2016년 후반에는 구속이 80마일 초반으로 떨어지며 좋은 결과를 내지 못했다.

## 수상 및 달성
- 3× 메이저 리그 베이스볼 올스타전 선발 (2006, 2008, 2014)
- 아메리칸 리그 이달의 투수(2008.05)[88]
- 2× 아메리칸 리그 이주의 선수(2006.05.21, 2007.09.16)[89]
- 아메리칸 리그 탈삼진 1위 (2007)
- 베이스볼 아메리카 선정 올해의 고등학교 선수 (2002)
- 텍사스주 고등학교 선수중 최고 탈삼진(175개) 기록
- 고등학교 주니어시절 4연속 노히트노런[90]

## 통산 기록
| 연도 | 팀명     | 평균자책점 | 경기 | 완투 | 완봉 | 승  | 패 | 세 | 홀 | 승률  | 이닝  | 피안타 | 피홈런 | 볼넷 | 사구 | 탈삼진 | 실점 | 자책점 |
| ---- | -------- | ---------- | ---- | ---- | ---- | --- | -- | -- | -- | ----- | ----- | ------ | ------ | ---- | ---- | ------ | ---- | ------ |
| 2004 | TB       | 5.67       | 8    | 0    | 0    | 2   | 3  | 0  | 0  | 0.400 | 33.1  | 33     | 4      | 21   | 2    | 41     | 22   | 21     |
| 2005 | TB       | 3.77       | 32   | 0    | 0    | 10  | 9  | 0  | 0  | 0.526 | 186   | 172    | 12     | 100  | 10   | 174    | 90   | 78     |
| 2006 | TB       | 3.24       | 24   | 1    | 1    | 10  | 8  | 0  | 0  | 0.556 | 144.2 | 132    | 15     | 52   | 2    | 163    | 59   | 52     |
| 2007 | TB       | 3.48       | 34   | 0    | 0    | 13  | 9  | 0  | 0  | 0.591 | 206.2 | 196    | 18     | 89   | 7    | 239    | 91   | 80     |
| 2008 | TB       | 3.49       | 27   | 0    | 0    | 12  | 8  | 0  | 0  | 0.600 | 152.1 | 123    | 23     | 70   | 4    | 166    | 61   | 59     |
| 2009 | TB/LAA   | 4.89       | 26   | 0    | 0    | 10  | 9  | 0  | 0  | 0.526 | 147.1 | 149    | 16     | 60   | 6    | 117    | 85   | 80     |
| 2010 | LAA      | 5.94       | 28   | 0    | 0    | 9   | 15 | 0  | 0  | 0.375 | 150   | 158    | 25     | 79   | 12   | 93     | 103  | 99     |
| 2011 | LAA      | 27.00      | 1    | 0    | 0    | 0   | 0  | 0  | 0  | --    | 1.2   | 5      | 1      | 2    | 2    | 0      | 5    | 5      |
| 2013 | CLE      | 4.04       | 29   | 0    | 0    | 10  | 9  | 0  | 0  | 0.526 | 158   | 162    | 19     | 47   | 3    | 162    | 76   | 71     |
| 2014 | OAK      | 3.55       | 32   | 2    | 0    | 15  | 9  | 0  | 0  | 0.625 | 190.1 | 171    | 16     | 50   | 4    | 164    | 81   | 75     |
| 2015 | OAK/ HOU | 3.10       | 31   | 0    | 0    | 7   | 11 | 0  | 0  | 0.389 | 183   | 162    | 20     | 59   | 9    | 155    | 77   | 63     |
| 2016 | LAD      | 4.56       | 26   | 0    | 0    | 10  | 6  | 0  | 0  | 0.625 | 136.1 | 133    | 21     | 52   | 7    | 134    | 71   | 69     |
| 2021 | SF/ HOU  | 6.35       | 5    | 0    | 0    | 0   | 1  | 0  | 0  | 0.000 | 11.1  | 15     | 3      | 6    | 0    | 10     | 9    | 8      |
| 통산 | 13시즌   | 4.02       | 303  | 3    | 1    | 108 | 97 | 0  | 0  | 0.527 | 1701  | 1611   | 193    | 687  | 68   | 1618   | 830  | 760    |

- 굵은 글씨는 해당 시즌 최고 기록

## 같이 보기
- 메이저 리그 베이스볼 탈삼진 1위 목록